# Anna Smashnova
Anna Smashnova (in ebraico אנה סמשנובה‎?; Minsk, 16 luglio 1976) è un'ex tennista israeliana.

## Biografia
Figlia di Sasha e Zina, vinse l'Open di Francia 1991 - Singolare ragazze sconfiggendo in finale Inés Gorrochategui con un punteggio di 2–6, 7–5, 6–1.
Per due volte giunse al quarto turno, nel 1995 e nel 1998 (nell'Open di Francia 1998 - Singolare femminile perse contro Martina Hingis 6-1 6-2). Vinse ben 19 titoli in singolo. Particolarmente impressionante è il suo record nelle finali a livello WTA, vinse le prime 12, perdendo solo la tredicesima, nonché ultima della sua carriera. Tra i titoli vinti spiccano i Tier III di Vienna (vinto due volte) e Sopot. 
Arrivò al 15º posto del ranking (il 3 febbraio 2003). Nel 2007 partecipò all'Australian Open 2007 - Singolare femminile e all'Open di Francia 2007 - Singolare femminile senza superare il primo turno in entrambe le occasioni.
Nel 2004 prese parte alle Olimpiadi di Atene, dove venne eliminata al primo turno.
In Fed Cup disputò 73 match, dal 1992 al 2005: è a tutt'oggi la tennista israeliana col maggior numero di presenze.

## Statistiche

### Singolare

#### Vittorie (19)
| Legenda                   |
| Tier I (0)                |
| Tier II (0)               |
| Tier III (3)              |
| Tier IV & V (9)           |
| Grand Slam Title (0)      |
| WTA Tour Championship (0) |
| Titoli ITF (7)            |

| No. | Data              | Torneo       | Superficie  | Avversaria in finale     | Risultato   |
| 1.  | 11 luglio 1993    | Erlangen     | Terra rossa | Isabel Cueto             | 6–3 6–1     |
| 2.  | 23 novembre 1997  | Jaffa        | Cemento     | Tzipora Obziler          | 6–3 6–2     |
| 3.  | 12 aprile 1998    | Atene        | Terra rossa | Rita Kuti-Kis            | 1–6 6–2 6–2 |
| 4.  | 17 maggio 1998    | Porto        | Terra rossa | Alexia Dechaume-Balleret | 6–2 6–2     |
| 5.  | 4 ottobre 1998    | Santa Clara  | Cemento     | Amy Frazier              | 2–6 6–4 6–2 |
| 6.  | 13 giugno, 1999   | Tashkent     | Cemento     | Laurence Courtois        | 6–3 6–3     |
| 7.  | 17 ottobre 1999   | Largo        | Cemento     | Marissa Irvin            | 7–6 6–1     |
| 8.  | 23 luglio 2000    | Knokke-Heist | Terra rossa | Dominique van Roost      | 6–2 7–5     |
| 9.  | 6 gennaio 2002    | Auckland     | Cemento     | Tat'jana Panova          | 6–2 6–2     |
| 10. | 13 gennaio 2002   | Canberra     | Cemento     | Tamarine Tanasugarn      | 7–5 7–6(2)  |
| 11. | 16 giugno 2002    | Vienna       | Terra rossa | Iroda Tulyaganova        | 6–4 6–1     |
| 12. | 15 settembre 2002 | Shanghai     | Cemento     | Anna Kurnikova           | 6–2 6–3     |
| 13. | 2 agosto 2003     | Sopot        | Terra rossa | Klára Zakopalová         | 6–2 6–0     |
| 14. | 10 agosto 2003    | Helsinki     | Terra rossa | Jelena Kostanić          | 4–6 6–4 6–0 |
| 15. | 22 maggio 2004    | Vienna       | Terra rossa | Alicia Molik             | 6–2 3–6 6–2 |
| 16. | 17 luglio 2005    | Modena       | Terra rossa | Tathiana Garbin          | 6–6 rit.    |
| 17. | 31 agosto 2005    | Budapest     | Terra rossa | Catalina Castaño         | 6–2 6–2     |
| 18. | 11 giugno 2006    | Prostějov    | Terra rossa | Romina Oprandi           | walkover    |
| 19. | 30 luglio 2006    | Budapest     | Terra rossa | Lourdes Domínguez Lino   | 6–1 6–3     |

#### Finali perse (1)
| Legenda                   |
| Tier I (0)                |
| Tier II (0)               |
| Tier III (0)              |
| Tier IV & V (1)           |
| Grand Slam Title (0)      |
| WTA Tour Championship (0) |
| Titoli ITF (0)            |

| No. | Data           | Torneo       | Superficie | Avversaria in finale | Risultato     |
| 19. | 26 agosto 2006 | Forest Hills | Cemento    | Meghann Shaughnessy  | 6-1, 0-6, 4-6 |

### Risultati in progressione
| Sigla | Risultato               |
| ----- | ----------------------- |
| V     | Vincitore               |
| F     | Finalista               |
| SF    | Semifinalista           |
| O     | Oro olimpico            |
| A     | Argento olimpico        |
| SF    | Bronzo olimpico         |
| QF    | Quarti di Finale        |
| 4T    | Quarto turno            |
| 3T    | Terzo turno             |
| 2T    | Secondo turno           |
| 1T    | Primo turno             |
| RR    | Round Robin             |
| LQ    | Turno di qualificazione |
| A     | Assente                 |
| ND    | Non disputato           |

| Legenda superfici    |
| -------------------- |
| Cemento              |
| Terra battuta        |
| Erba                 |
| Superficie variabile |

#### Singolare nei tornei del Grande Slam
| Torneo          | 1994 | 1995 | 1996 | 1997 | 1998 | 1999 | 2000 | 2001 | 2002 | 2003 | 2004 | 2005 | 2006 | 2007 |
| --------------- | ---- | ---- | ---- | ---- | ---- | ---- | ---- | ---- | ---- | ---- | ---- | ---- | ---- | ---- |
| Australian Open | 2T   | 3T   | 2T   | A    | A    | 2T   | 1T   | 1T   | 1T   | 3T   | 2T   | 3T   | 1T   | 1T   |
| Open di Francia | 2T   | 4T   | 1T   | A    | 4T   | 3T   | 1T   | 1T   | 1T   | 2T   | 3T   | 2T   | 1T   | 1T   |
| Wimbledon       | 2T   | 1T   | 1T   | A    | 1T   | 1T   | 3T   | 1T   | 1T   | 1T   | 1T   | 1T   | 1T   | 1T   |
| US Open         | 3T   | 1T   | A    | A    | 1T   | 1T   | 1T   | 1T   | 2T   | 1T   | 1T   | 2T   | 1T   | A    |

#### Doppio nei tornei del Grande Slam
| Torneo          | 1994 | 1995 | 1996 | 1997 | 1998 | 1999 | 2000 | 2001 | 2002 | 2003 | 2004 | 2005 | 2006 | 2007 |
| --------------- | ---- | ---- | ---- | ---- | ---- | ---- | ---- | ---- | ---- | ---- | ---- | ---- | ---- | ---- |
| Australian Open | A    | A    | A    | A    | A    | A    | A    | A    | A    | A    | A    | A    | 1T   | 1T   |
| Open di Francia | A    | A    | A    | A    | A    | A    | A    | A    | A    | A    | A    | 1T   | 1T   | A    |
| Wimbledon       | A    | A    | A    | A    | A    | A    | A    | A    | A    | A    | A    | 1T   | 1T   | A    |
| US Open         | A    | A    | A    | A    | A    | A    | A    | A    | A    | A    | A    | 2T   | 1T   | A    |

#### Doppio misto nei tornei del Grande Slam
| Torneo          | 1994 | 1995 | 1996 | 1997 | 1998 | 1999 | 2000 | 2001 | 2002 | 2003 | 2004 | 2005 | 2006 | 2007 |
| --------------- | ---- | ---- | ---- | ---- | ---- | ---- | ---- | ---- | ---- | ---- | ---- | ---- | ---- | ---- |
| Australian Open | A    | A    | A    | A    | A    | A    | A    | A    | A    | A    | A    | A    | A    | A    |
| Open di Francia | A    | A    | A    | A    | A    | A    | A    | A    | A    | 2T   | 1T   | A    | A    | A    |
| Wimbledon       | A    | A    | A    | A    | A    | A    | A    | A    | A    | A    | A    | A    | A    | A    |
| US Open         | A    | A    | A    | A    | A    | A    | A    | A    | A    | 1T   | 1T   | A    | A    | A    |

## Vittorie contro giocatrici Top 10
| Stagione | 1994 | 1995-2001 | 2002 | 2003 | Totale |
| Vittorie | 1    | 0         | 3    | 1    | 5      |

| #    | Giocatrice         | Ranking | Evento                      | Superficie  | Turno | Punteggio        | Rank. ASR |
| ---- | ------------------ | ------- | --------------------------- | ----------- | ----- | ---------------- | --------- |
| 1994 |                    |         |                             |             |       |                  |           |
| 1.   | Jana Novotná       | 5       | Open di Francia, Parigi     | Terra rossa | 1T    | 6-4, 6-2         | 94        |
| 2002 |                    |         |                             |             |       |                  |           |
| 2.   | Justine Henin      | 7       | Miami Open, Miami           | Cemento     | 2T    | 6(6)-7, 6-3, 6-4 | 44        |
| 3.   | Jelena Dokić       | 9       | Charleston Open, Charleston | Terra verde | 2T    | 6-1, 6-3         | 35        |
| 4.   | Kim Clijsters      | 3       | German Open, Berlino        | Terra rossa | 2T    | 5-7, 6-4, 7-5    | 35        |
| 2003 |                    |         |                             |             |       |                  |           |
| 5.   | Anastasija Myskina | 8       | New Haven Open, New Haven   | Cemento     | 1T    | 6-3, 6(2)-7, 6-4 | 22        |